# Дубойз (Пенсільванія)
Дубойз (англ. DuBois) — місто (англ. city) в США, в окрузі Клірфілд штату Пенсільванія. Населення — 7510 осіб (2020).

## Географія
Дубойз розташований за координатами 41°7′20″ пн. ш. 78°45′22″ зх. д. / 41.12222° пн. ш. 78.75611° зх. д. (41.122269, -78.756154).  За даними Бюро перепису населення США в 2010 році місто мало площу 8,33 км², з яких 8,23 км² — суходіл та 0,10 км² — водойми.

## Демографія
Згідно з переписом 2010 року, у місті мешкали 7794 особи в 3477 домогосподарствах у складі 2009 родин. Густота населення становила 936 осіб/км².  Було 3825 помешкань (459/км²).
Расовий склад населення:
| - 97,0 % — білих - 0,9 % — азіатів - 0,6 % — чорних або афроамериканців - 0,1 % — корінних американців |

До двох чи більше рас належало 1,1 %. Частка іспаномовних становила 1,2 % від усіх жителів.
За віковим діапазоном населення розподілялося таким чином: 22,4 % — особи молодші 18 років, 61,2 % — особи у віці 18—64 років, 16,4 % — особи у віці 65 років та старші. Медіана віку мешканця становила 38,5 року. На 100 осіб жіночої статі у місті припадало 90,6 чоловіків;  на 100 жінок у віці від 18 років та старших — 87,8 чоловіків також старших 18 років.
Середній дохід на одне домашнє господарство  становив 46 784 долари США (медіана — 38 714), а середній дохід на одну сім'ю — 59 966 доларів (медіана — 53 733). Медіана доходів становила 41 218 доларів для чоловіків та 33 925 доларів для жінок. За межею бідності перебувало 20,7 % осіб, у тому числі 30,1 % дітей у віці до 18 років та 8,7 % осіб у віці 65 років та старших.
Цивільне працевлаштоване населення становило 3337 осіб. Основні галузі зайнятості: освіта, охорона здоров'я та соціальна допомога — 27,4 %, роздрібна торгівля — 17,1 %, мистецтво, розваги та відпочинок — 10,2 %, виробництво — 9,3 %.